# Antonio Pereira (artes marciales)
Antonio Pereira (27 de noviembre de 1922 en Caguas, Puerto Rico - 16 de julio de 1999 en Nueva York, Estados Unidos), fue el fundador del arte marcial denominado Miyama Ryu. 

## Biografía
Desde muy pequeño se trasladó a los Estados Unidos, y como sastre empezó allí a ganarse la vida en ese país para en 1942, durante la Segunda Guerra Mundial, ingresar al ejército estadounidense siendo destinado a Australia, allí aprende las técnicas de combate y se destaca como franco tirador. En ese momento Pereira viaja a Japón donde practica Judo en el Kōdōkan con el maestro Kyuzo Mifune obteniendo el segundo dan en ese arte y practica simultáneamente Aikidō con el hijo del creador de ese arte, el maestro Kishomaru Ueshiba (hijo de Morihei Ueshiba y sôke del estilo).
En el año 1963 de vuelta en los Estados Unidos empieza a dictar clases de Aikido, pero debido a los requerimientos de un método eficaz de defensa personal por la gran violencia que existió en este país, crea y desarrolla el estilo del Miyama Ryu con una mezcla de tres estilos (Jujutsu, Aikido y Judo), por lo cual bautiza a su escuela con el nombre de Miyama Ryu Combat Ju-jutsu. En 1980, viaja e imparte su estilo en la República Dominicana. En 1999, fallece el maestro Antonio Pereira en Estados Unidos, siendo reconocido por revistas y maestros de artes marciales así como por el Salón de la Fama de las Artes Marciales.